# Saphir œnone
Chrysuronia oenone
Espèce
Répartition géographique
Statut de conservation UICN

 LC  : Préoccupation mineure
Statut CITES
Le Saphir œnone anciennement Saphir œnome, ou encore Colibri oenone (Chrysuronia oenone) est une espèce de colibris (famille des Trochilidae)
présents en Bolivie, Brésil, Colombie, Équateur, Pérou, Trinité-et-Tobago et au Venezuela.

## Distribution
La zone de répartition de l'espèce s'étend du Venezuela, au nord-ouest, jusqu'au nord de la Bolivie au sud. À l'est, la zone comprend l'Amazonie brésilienne. À l'ouest, elle va jusqu'à l'est des Andes.

## Description

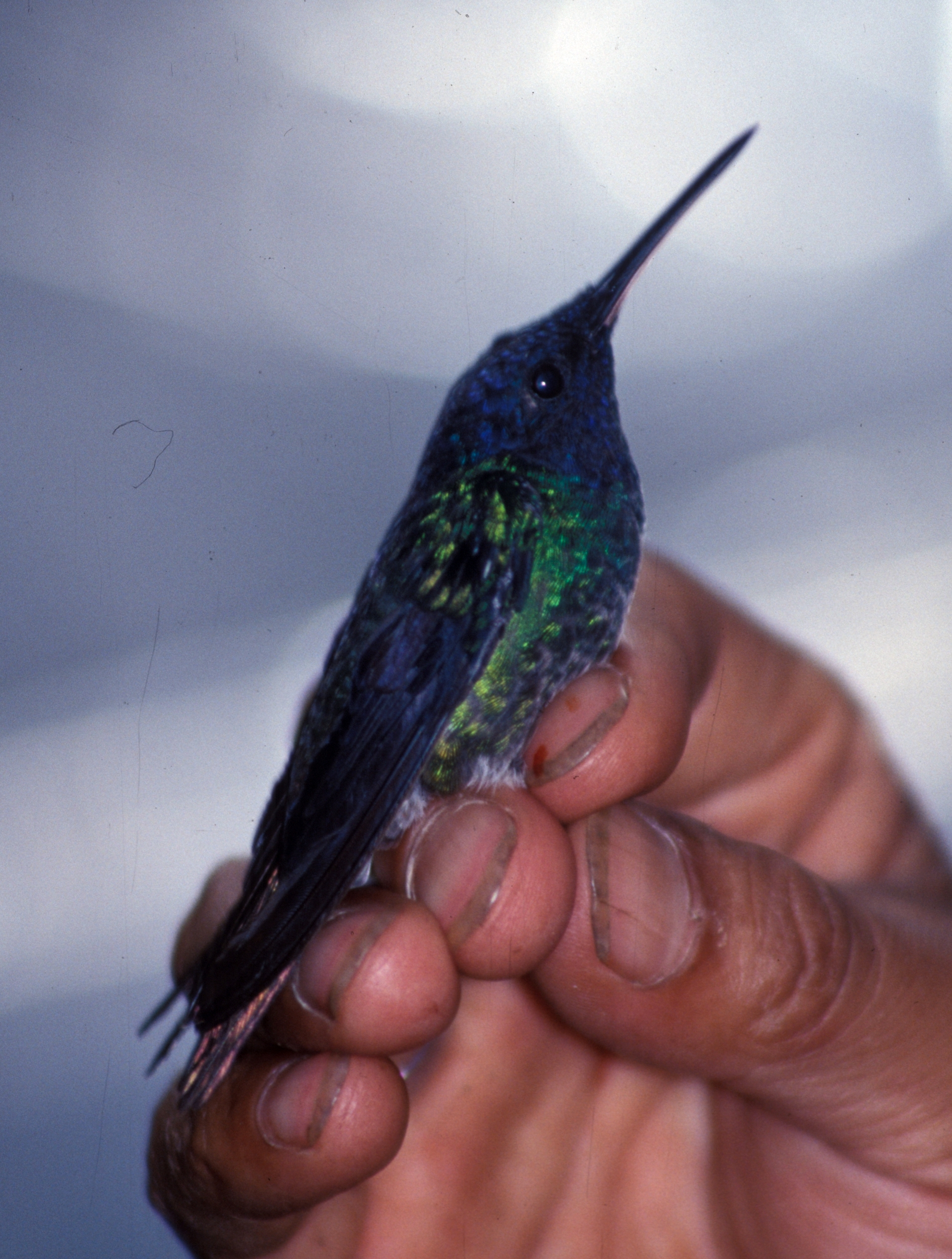
Saphir œnone sur une main humaine

Le Saphir oenone mesure 9,4 cm de long. Son bec de 20 mm est presque droit. Sa mandibule est de couleur rose avec l'extrémité noire.
Le mâle est en grande partie d'un vert brillant. Il est vert scintillant sur le dessous. Ses tête, gorge et poitrail sont bleu-violet scintillant. La sous-espèce josephinae a des teintes vertes sur la gorge et le poitrail. Sa queue est cuivré-doré.
La femelle est de couleur vert-bronze dessus et en grande partie vert dessous avec des lignes médianes blanches sur le ventre. La sous-espèce josephinae est en grande partie blanche dessous avec des taches vert brillant sur la gorge, le poitrail et les flancs. Sa queue est cuivré-doré avec l'extrémité grisâtre.

## Habitats
Cet oiseau est assez commun dans les lisières des forêts tropicales et subtropicales humides de basses et hautes altitudes (jusqu'à 1500 m) mais aussi dans les anciennes forêts fortement dégradées.

## Sous-espèces
D'après Alan P. Peterson, 3 sous-espèces ont été décrites :
- Chrysuronia oenone alleni (Elliot, 1888) ;
- Chrysuronia oenone josephinae (Bourcier & Mulsant, 1848) ;
- Chrysuronia oenone oenone (Lesson, 1832).